# Аль-Мухтар ас-Сакафи
Аль-Мухтар ибн Абу Убайд ас-Сакафи (араб. المختار بن أبي عبيد الثقفي‎; около 622, Эт-Таиф, Хиджаз — 3 апреля 687, Эль-Куфа, Ирак) — арабский государственный и религиозный деятель, считается основоположником течения шиитов-кайсанитов. К середине IX века кайсанитские общины прекратили своё существование.

## Биография
Аль-Мухтар ас-Сакафи родился в 622 году в ат-Таифе. Его отец: Абу Убайд аль-Сакафи — командующий в армии Праведного халифата. В период правления Абдуллаха ибн аз-Зубайра (684—692) он приехал в Куфу и начал вести активную пропаганду в пользу Мухаммада ибн аль-Ханафии. Мусульманские историки сообщают, что сам Мухаммад ибн аль-Ханафия ничего не знал об этой пропаганде в свой адрес и позже публично отрекся от аль-Мухтара. После смерти Ибн аль-Ханафии в 700 году кайсанитами стали называть тех, кто считал, что он был самым близким к Али и восприемником его завещания.
В период правления халифа Али аль-Мухтар жил в Ираке, а после его убийства перебрался в Басру. После убийства Хусейна ибн Али он был арестован наместником Убайдуллахом ибн Зиядом, а после освобождения примкнул к Ибн аз-Зубайру. Аль-Мухтар попросил Ибн аз-Зубайра послать его в Ирак, на что тот ответил согласием. В Куфе его арестовали, но его зятю Абдуллаху ибн Умару удалось добиться от властей города его освобождения. Условием освобождения аль-Мухтара было взятое с него обязательство не наводить смуту в городе, которое он сразу же нарушил. Вокруг него собирались его сторонники, которые постепенно усилились и, в конце концов, выступили против наместника провинции Абдуллаха ибн Мути. Абдуллах ибн Мути послал против них войска во главе с Шибсом ибн Риби, но они потерпели поражение. Аль-Мухтар же захватил власть Куфе, а Абдуллах ибн Мути бежал в Басру. После этого восставшие успешно воевали с Омейядами, но потерпели поражение от войск Ибн аз-Зубайра.
Аль-Мухтар ас-Сакафи же был убит в 4 апреля 687 года в сражении при Мазаре (в Куфе).

## Учение
Учение кайсанитов отличалось от учения «крайних» сект (гулат) тем, что ни не обожествляли Али ибн Абу Талиба и его потомков, а видели в них «святых» и «непогрешимых» людей. Для кайсанитов имамы были равны пророкам и выражали Божественное присутствие в мире. Они верили во второе пришествие имама, которым, по их мнению, был Мухаммад ибн аль-Ханафия. Одна группа касанитов считала, что Ибн аль-Ханафия умер, но воскреснет и вернется в мир, а другая — что он не умер и живёт на некоей горе Ридва. Кайсаниты признавали, что Божественное повеление имамам может измениться на противоположное (бада) и верили в переселения душ после смерти (танасух).